# 北斗市
北斗市（ほくとし）は、北海道西部（道南地方）に位置し、渡島総合振興局に属する市。2006年（平成18年）2月1日に上磯郡上磯町と亀田郡大野町の新設合併により誕生した。
渡島総合振興局（旧渡島支庁）管内では、1973年に亀田市が函館市に編入合併されて以来、函館市以外の市が存在しなかった。北斗市の誕生は、渡島管内で33年ぶりに現れた、函館市以外の市である。

## 概要
渡島半島上に位置する。南に津軽海峡を臨んでおり、また東側では函館市と隣接している。
2016年に開業した北海道新幹線の停車駅である新函館北斗駅が存在する。

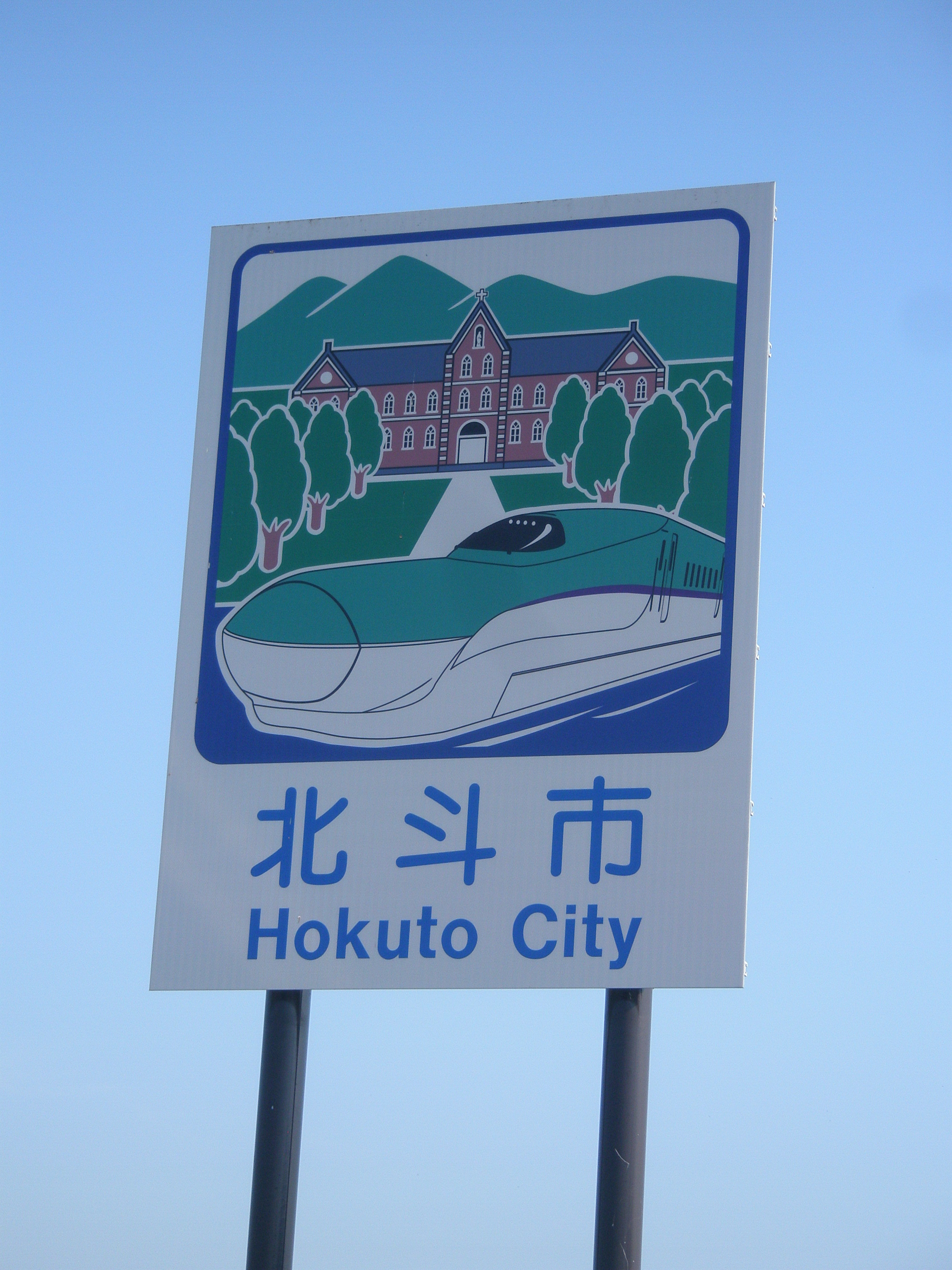
北斗市のカントリーサイン（2019年5月）

### 市名の由来
合併協議会で一般公募を実施して応募の中から合併新市名選考小委員会が6点まで選考し、最終的に合併協議会委員25人の投票により決定した。応募者からは「北の空（大地）にさんぜんと光り輝く星（街）（北斗星）。他の市町村の範となると同時に、個性を失わず独自の輝きをもつ街づくり」との思いが含まれており、「北斗とは小さな星がかたまりあって1つの核をなすともいわれており、上磯町と大野町の輝かしい2つの星が1つの北斗をつくり上げ、これから立派なまちづくりを進めていこう」という願いが込められている。

### カントリーサイン
北斗市市境の国道4箇所と北海道道4箇所にカントリーサインが2006年（平成18年）の合併時に設置されていて、当初のデザインはトラピスト修道院と北海道新幹線をイメージした物となっていたが、新幹線車両のデザインが当時の想像図より作られていた事から、2018年（平成30年）にイラストの新幹線車両部分を実際のH5系新幹線車両のデザインへ変更する事になり、新たなカントリーサインの作成を北海道開発局に依頼した。
国道部分に4箇所設置されたカントリーサインは同年の3月に、北海道道部分に4箇所設置されたカントリーサインも同年度中に全て交換が完了した。

## 地理

北斗市中心部周辺の空中写真。2017年7月29日撮影の23枚を合成作成。
。

北海道南部の渡島半島上に位置し、南東部は函館平野で西部は山岳、南部は函館湾に面している。市中央部を南北に大野川が流れている。

### 地形

#### 山地
主な山
- 二股岳（826 m）
- 毛無山（751 m）
- 設計山（702 m）
- 雷電山（703 m）
- 袴腰山（616 m）
- 不二山（497 m）
- 桂岳（734 m）
- 鏡山（330 m）
- 丸山（482 m）

#### 河川
主な川
- 久根別川
- 大野川
- 戸切地川
- 茂辺地川

#### 湖沼
主な湖
- 上磯ダム

主な沼
- 八郎沼（人工湖）

### 人口
| |                                        |  |
| 北斗市と全国の年齢別人口分布（2005年） | 北斗市の年齢・男女別人口分布（2005年） |  |
| ■紫色 ― 北斗市 ■緑色 ― 日本全国 | ■青色 ― 男性 ■赤色 ― 女性              |  |
| 北斗市（に相当する地域）の人口の推移 \| 1970年（昭和45年） \| 34,375人 \| \| \| 1975年（昭和50年） \| 36,478人 \| \| \| 1980年（昭和55年） \| 39,096人 \| \| \| 1985年（昭和60年） \| 39,841人 \| \| \| 1990年（平成2年） \| 39,741人 \| \| \| 1995年（平成7年） \| 43,177人 \| \| \| 2000年（平成12年） \| 46,804人 \| \| \| 2005年（平成17年） \| 48,056人 \| \| \| 2010年（平成22年） \| 47,996人 \| \| \| 2015年（平成27年） \| 46,390人 \| \| \| 2020年（令和2年） \| 44,302人 \| \| |                                        |  |
| 総務省統計局 国勢調査より |                                        |  |
| 1970年（昭和45年） | 34,375人                               |  |
| 1975年（昭和50年） | 36,478人                               |  |
| 1980年（昭和55年） | 39,096人                               |  |
| 1985年（昭和60年） | 39,841人                               |  |
| 1990年（平成2年） | 39,741人                               |  |
| 1995年（平成7年） | 43,177人                               |  |
| 2000年（平成12年） | 46,804人                               |  |
| 2005年（平成17年） | 48,056人                               |  |
| 2010年（平成22年） | 47,996人                               |  |
| 2015年（平成27年） | 46,390人                               |  |
| 2020年（令和2年） | 44,302人                               |  |

### 隣接する自治体
渡島総合振興局
- 函館市
- 上磯郡木古内町
- 亀田郡七飯町
- 茅部郡森町

檜山振興局
- 檜山郡厚沢部町

## 気候
ケッペンの気候区分によると、北斗市は亜寒帯湿潤気候または湿潤大陸性気候（Dfb）に属する。降雪量が多く、豪雪地帯に指定されている。
| 北斗（1991年 - 2020年）の気候      | 北斗（1991年 - 2020年）の気候 | 北斗（1991年 - 2020年）の気候 | 北斗（1991年 - 2020年）の気候 | 北斗（1991年 - 2020年）の気候 | 北斗（1991年 - 2020年）の気候 | 北斗（1991年 - 2020年）の気候 | 北斗（1991年 - 2020年）の気候 | 北斗（1991年 - 2020年）の気候 | 北斗（1991年 - 2020年）の気候 | 北斗（1991年 - 2020年）の気候 | 北斗（1991年 - 2020年）の気候 | 北斗（1991年 - 2020年）の気候 | 北斗（1991年 - 2020年）の気候 |
| 月                                 | 1月                           | 2月                           | 3月                           | 4月                           | 5月                           | 6月                           | 7月                           | 8月                           | 9月                           | 10月                          | 11月                          | 12月                          | 年                            |
| ---------------------------------- | ----------------------------- | ----------------------------- | ----------------------------- | ----------------------------- | ----------------------------- | ----------------------------- | ----------------------------- | ----------------------------- | ----------------------------- | ----------------------------- | ----------------------------- | ----------------------------- | ----------------------------- |
| 最高気温記録 °C （°F）             | 11.5 (52.7)                   | 14.5 (58.1)                   | 16.8 (62.2)                   | 25.1 (77.2)                   | 28.2 (82.8)                   | 30.0 (86)                     | 33.6 (92.5)                   | 34.5 (94.1)                   | 32.5 (90.5)                   | 28.2 (82.8)                   | 24.0 (75.2)                   | 16.3 (61.3)                   | 34.5 (94.1)                   |
| 平均最高気温 °C （°F）             | 0.2 (32.4)                    | 1.0 (33.8)                    | 5.0 (41)                      | 11.6 (52.9)                   | 16.9 (62.4)                   | 20.5 (68.9)                   | 23.9 (75)                     | 25.8 (78.4)                   | 22.9 (73.2)                   | 16.7 (62.1)                   | 9.3 (48.7)                    | 2.4 (36.3)                    | 13.0 (55.4)                   |
| 日平均気温 °C （°F）               | −3.5 (25.7)                   | −2.9 (26.8)                   | 0.9 (33.6)                    | 6.6 (43.9)                    | 11.8 (53.2)                   | 15.9 (60.6)                   | 19.8 (67.6)                   | 21.5 (70.7)                   | 18.0 (64.4)                   | 11.5 (52.7)                   | 5.0 (41)                      | −1.2 (29.8)                   | 8.6 (47.5)                    |
| 平均最低気温 °C （°F）             | −8.1 (17.4)                   | −7.8 (18)                     | −3.7 (25.3)                   | 1.5 (34.7)                    | 7.0 (44.6)                    | 11.9 (53.4)                   | 16.6 (61.9)                   | 17.9 (64.2)                   | 13.4 (56.1)                   | 6.3 (43.3)                    | 0.6 (33.1)                    | −5.2 (22.6)                   | 4.2 (39.6)                    |
| 最低気温記録 °C （°F）             | −19.6 (−3.3)                  | −19.4 (−2.9)                  | −16.1 (3)                     | −10.8 (12.6)                  | −1.2 (29.8)                   | 4.0 (39.2)                    | 8.4 (47.1)                    | 9.2 (48.6)                    | 2.0 (35.6)                    | −3.3 (26.1)                   | −14.8 (5.4)                   | −18.6 (−1.5)                  | −19.6 (−3.3)                  |
| 降水量 mm （inch）                 | 67.0 (2.638)                  | 55.8 (2.197)                  | 56.1 (2.209)                  | 68.6 (2.701)                  | 86.4 (3.402)                  | 79.8 (3.142)                  | 129.5 (5.098)                 | 158.5 (6.24)                  | 142.6 (5.614)                 | 111.7 (4.398)                 | 106.2 (4.181)                 | 87.5 (3.445)                  | 1,149.6 (45.26)               |
| 平均降水日数 （≥1.0 mm）           | 14.8                          | 12.3                          | 12.2                          | 10.1                          | 10.3                          | 8.3                           | 9.6                           | 9.4                           | 11.0                          | 12.1                          | 14.3                          | 16.1                          | 140.6                         |
| 平均月間日照時間                   | 66.8                          | 83.1                          | 133.5                         | 172.2                         | 189.2                         | 161.7                         | 116.7                         | 137.2                         | 152.8                         | 147.9                         | 97.0                          | 63.5                          | 1,526.1                       |
| 出典1：Japan Meteorological Agency |                               |                               |                               |                               |                               |                               |                               |                               |                               |                               |                               |                               |                               |
| 出典2：気象庁                      |                               |                               |                               |                               |                               |                               |                               |                               |                               |                               |                               |                               |                               |

## 歴史

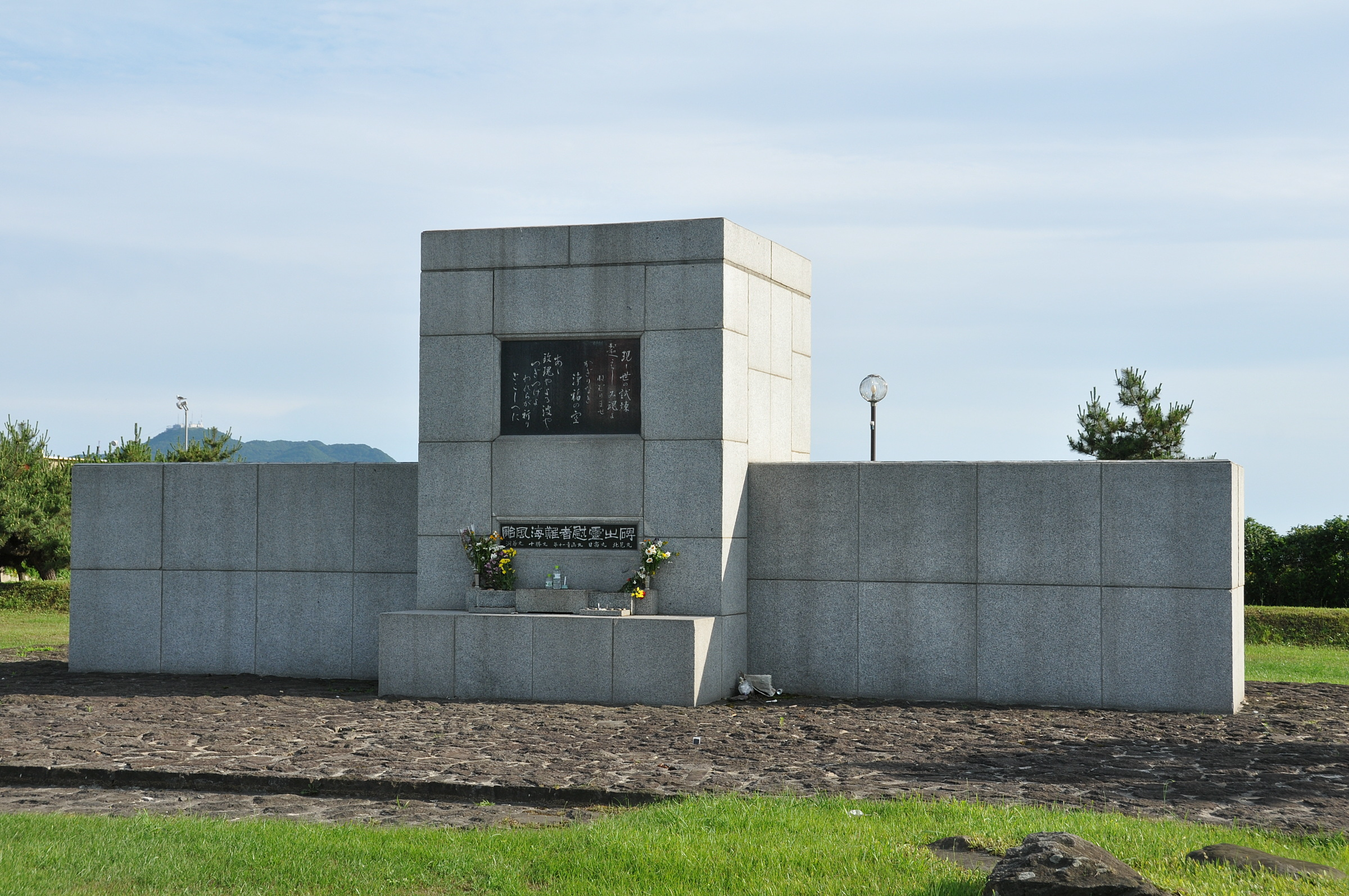
洞爺丸事故の海難者慰霊碑「台風海難者慰霊之碑」（2011年9月）

「北斗市の歴史年表」参照

### 沿革
- 1443年（嘉吉03年）：この頃、安東氏が南部氏に敗れて夷島（北海道のこと）に渡り、茂別館（道南十二館）創設。
- 1457年（康正03年）：コシャマインの戦い。
- 1868年（明治元年）：箱館戦争。
- 1869年（明治02年）：二股口の戦い、箱館湾海戦。蝦夷地を北海道と改め、渡島国上磯郡、亀田郡設置。
- 1871年（明治04年）：亀田郡の中野村、濁川村、清水村を上磯郡に編入。開拓使函館出張所の管轄となる。
- 1872年（明治05年）：ベンジャミン・スミス・ライマンによる石灰石鉱山発見を受け、種田金十郎がセメント工場創設。開拓使茂辺地煉化石製造所建設（1879年廃止）。
- 1879年（明治12年）：郡区町村編制法施行。戸切地村から分割した野崎と濁川村が合併。有川村と戸切地村が合併し、上磯村となる。三谷村と三好村が合併し、谷好村となる。
- 1880年（明治13年）：上磯村他4ケ村戸長役場、茂辺地戸長役場、大野村他5ケ村戸長役場設置。
- 1881年（明治14年）：当別村と三石村が合併し石別村、上磯村と吉田村が合併し上磯村、濁川村と清水村が合併し清川村となる。
- 1884年（明治17年）：有川正教会（現在の上磯ハリストス正教会）建立。
- 1885年（明治18年）：茂辺地戸長役場と石別村が合併し、茂辺地外1ケ村戸長役場となる。
- 1888年（明治21年）：亀田外3郡役所の管轄となる。
- 1890年（明治23年）：吉川泰次郎、園田実徳が北海道セメント（現在の太平洋セメント）設立。
- 1894年（明治27年）：北海道セメント工場営業開始。
- 1896年（明治29年）：トラピスト修道院創設。
- 1897年（明治30年）：上磯郡が亀田支庁の管轄となる（後に亀田支庁は函館支庁と改称）。
- 1900年（明治33年）：北海道1級町村制施行。大野村外15か町村が亀田郡大野村となる。上磯村、谷好村（たによし）、富川村、中野村、清川村が合併し、上磯郡上磯村となる。
- 1902年（明治35年）：函館—本郷間の鉄道開通し、本郷駅（現在の新函館北斗駅）開業。
- 1903年（明治36年）：本郷—森間の鉄道開通。
- 1906年（明治39年）：茂辺地外1ケ村戸長役場が2級町村制施行し、茂別村となる。
- 1909年（明治42年）：庁立渡島農事試験場（現在の北海道立総合研究機構農業研究本部道南農業試験場）設置。
- 1913年（大正02年）：函館—上磯間の鉄道開通し、上磯駅開業。
- 1918年（大正07年）：上磯村が町制施行し、上磯町となる。
- 1926年（大正15年）：この頃、中村長八郎により八郎沼整備。
- 1930年（昭和05年）：上磯—木古内間の鉄道開通。
- 1945年（昭和20年）：米軍による函館地方空襲（北海道空襲）。
- 1949年（昭和24年）：セメント労働争議による暴力行為事件（蛇事件）発生。
- 1954年（昭和29年）：台風15号により青函連絡船洞爺丸を含む5隻が沈没し2隻が座礁した洞爺丸事故発生。台風は後に「洞爺丸台風」と命名。
- 1955年（昭和30年）：上磯町が茂別村を編入合併。
- 1957年（昭和32年）：大野村が町制施行し、大野町となる。
- 1965年（昭和40年）：松前藩戸切地陣屋跡が国の「史跡」指定。
- 1972年（昭和47年）：大野町役場（現在の北斗市役所総合分庁舎）新庁舎完成。南渡島消防事務組合発足。
- 1982年（昭和57年）：茂別館跡が国の「史跡」指定。
- 1983年（昭和58年）：上磯町役場（現在の北斗市役所本庁舎）新庁舎完成。
- 1984年（昭和59年）：函館地域が「テクノポリス」指定。
- 1985年（昭和60年）：テクノポリス函館上磯工業団地完成。
- 1987年（昭和62年）：国道227号の大野新道（大野バイパス）が暫定2車線開通（翌年から4車線となる）。
- 1989年（平成元年）：トラピスト修道院のポプラ並木が「北海道まちづくり百選」選定。日本セメント上磯鉄道廃止。
- 1993年（平成05年）：大野町健康センター（現在の北斗市健康センター）「せせらぎ温泉」オープン。北海道南西沖地震発生。
- 1997年（平成09年）：上磯町文化センター（現在の北斗市総合文化センター）開館。
- 2002年（平成14年）：新函館農業協同組合（JA新はこだて）発足。
- 2003年（平成15年）：函館江差自動車道の函館IC—上磯IC（現在の北斗中央IC）間開通。渡島廃棄物焼却処理施設（クリーンおしま）操業開始。
- 2005年（平成17年）：きじひき高原で『第56回北海道植樹祭』開催[8]。
- 2006年（平成18年）：上磯郡上磯町と亀田郡大野町が新設合併し、北斗市となる。
- 2009年（平成21年）：函館江差道の北斗中央IC—北斗富川IC間開通。
- 2012年（平成24年）：函館江差道の北斗富川IC—北斗茂辺地IC間開通。
- 2016年（平成28年）：北海道新幹線・道南いさりび鉄道開業[9][10]。
- 2024年（令和6年）：市内でアイアンマンレースが開催（アイアンマンジャパンみなみ北海道のスタート地点となる）[11]。

## 行政

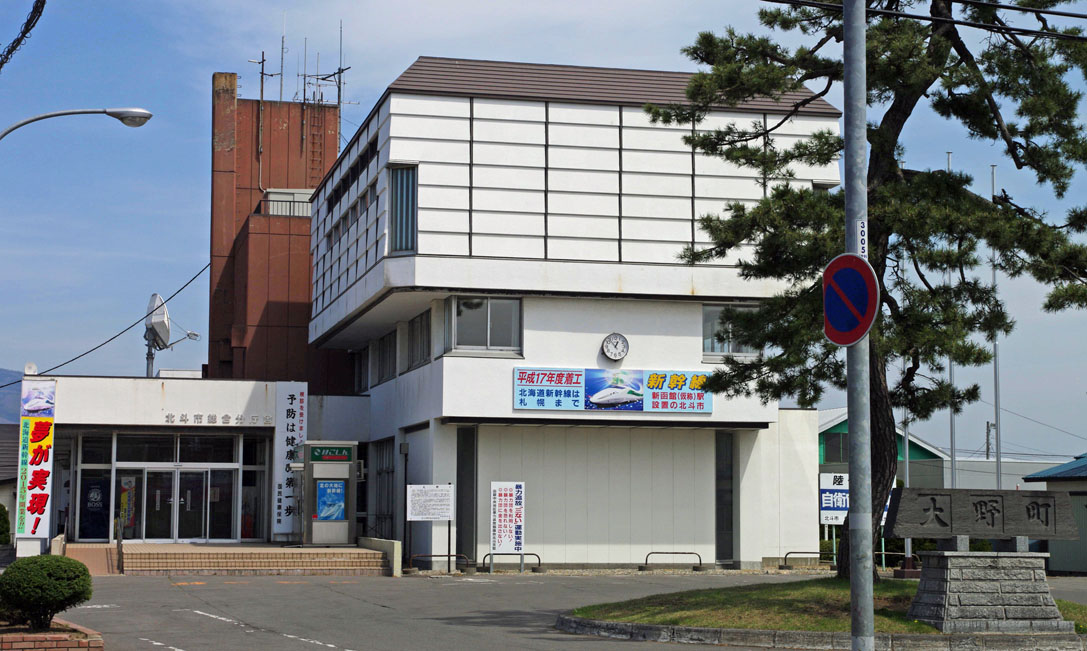
北斗市総合分庁舎（2009年5月）

### 役所
- 本庁舎・総合分庁舎
  - 七重浜支所・茂辺地支所

### 市長
|       | 名前       | 就任日        | 退任日         |
| ----- | ---------- | ------------- | -------------- |
| 初代  | 海老澤順三 | 2006年3月5日  | 2010年3月4日   |
| 2-3代 | 高谷寿峰   | 2010年3月5日  | 2017年12月16日 |
| 4代   | 池田達雄   | 2018年1月29日 | 現職           |

### 市民憲章
北斗市民憲章

## 議会

### 市議会
- 定数：20人
- 任期：2023年5月1日 - 2027年4月30日

### 衆議院
- 選挙区：北海道8区（函館市、北斗市、渡島総合振興局管内、檜山振興局管内）
- 任期：2024年10月27日 - 2028年10月26日
- 投票日：2024年10月27日
- 当日有権者数：343,912人
- 投票率：57.00％

| 当落 | 候補者名 | 年齢 | 所属党派   | 新旧別 | 得票数   | 重複 |
| ---- | -------- | ---- | ---------- | ------ | -------- | ---- |
| 当   | 逢坂誠二 | 65   | 立憲民主党 | 前     | 97,758票 |      |
| 比当 | 向山淳   | 40   | 自由民主党 | 新     | 83,006票 | ○    |
|      | 本間勝美 | 56   | 日本共産党 | 新     | 11,708票 |      |

## 国家機関

### 農林水産省
林野庁
- 北海道森林管理局檜山森林管理署上磯森林事務所

### 国土交通省
- 北海道開発局函館開発建設部函館道路事務所

### 道の機関
- 渡島総合振興局
  - 渡島農業改良普及センター
  - 農村振興課大野監督員詰所

### 地方独立行政法人
- 北海道立総合研究機構農業研究本部道南農業試験場

## 施設

### 警察
- 北海道函館方面函館中央警察署
  - 北斗交番、七重浜交番、大野交番、当別駐在所、茂辺地駐在所

### 消防
本部
- 南渡島消防事務組合消防本部

消防署
- 北斗消防署
  - 北分署、七重浜出張所、茂辺地分遣所、当別分遣所

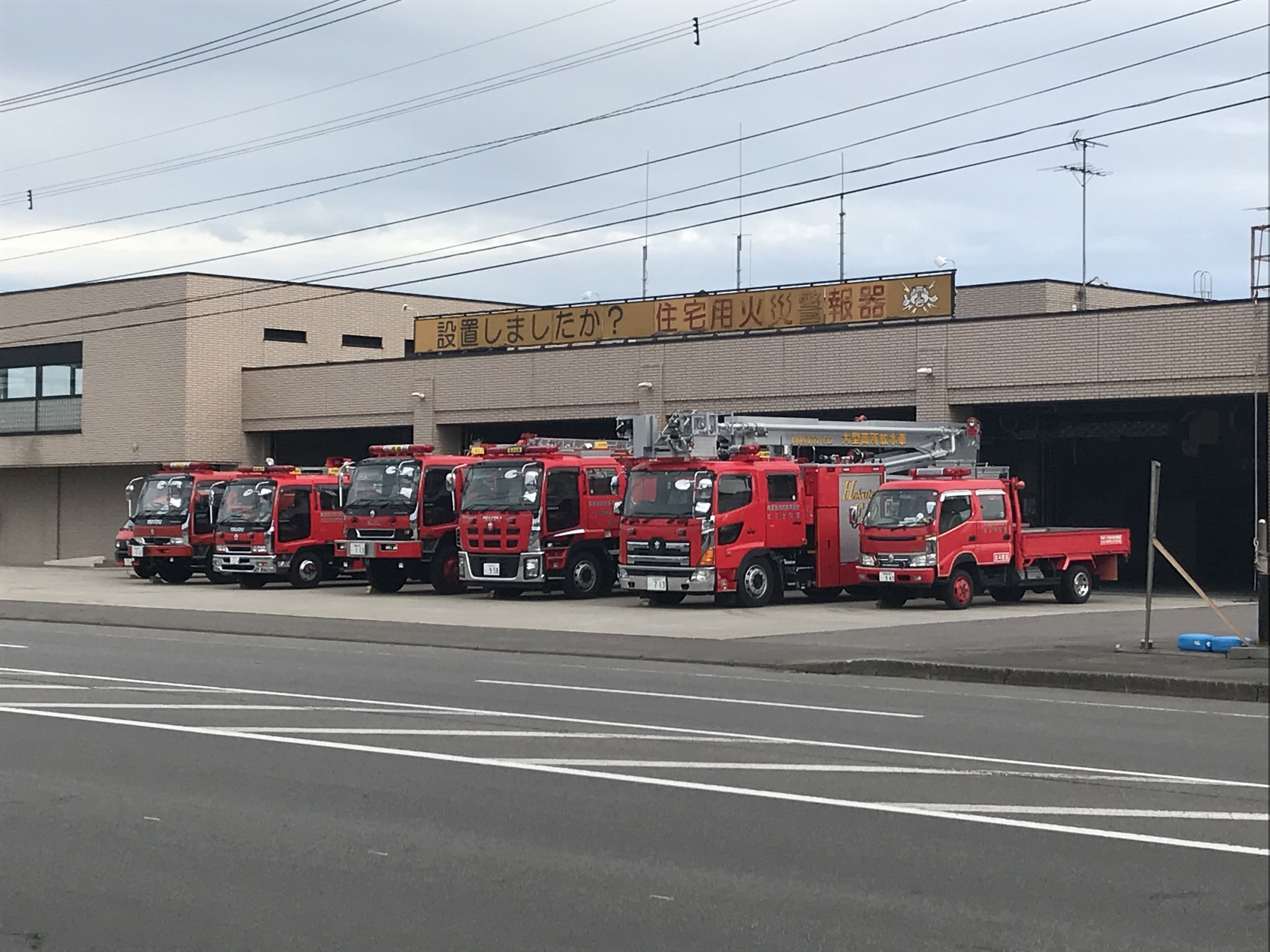
南渡島消防事務組合消防本部・北斗消防署（2018年9月）

### 郵便局
主な郵便局
- 北斗郵便局（集配局）
- 北斗北郵便局（集配局）

- 茂辺地郵便局
- 七重浜郵便局
- 渡島当別郵便局
- 千代田郵便局
- 新函館北斗駅前郵便局
- 北斗谷好郵便局
- 久根別郵便局
- 北斗浜分郵便局
- 渡島清川簡易郵便局
- 東前簡易郵便局
- 七重浜本通簡易郵便局
- 北斗市役所内簡易郵便局

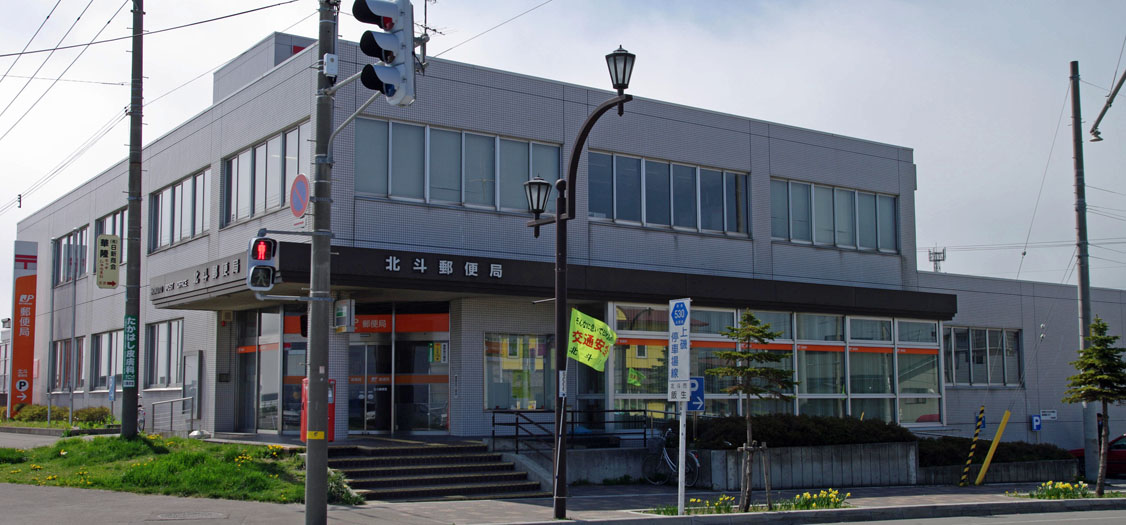
北斗郵便局（2009年5月）
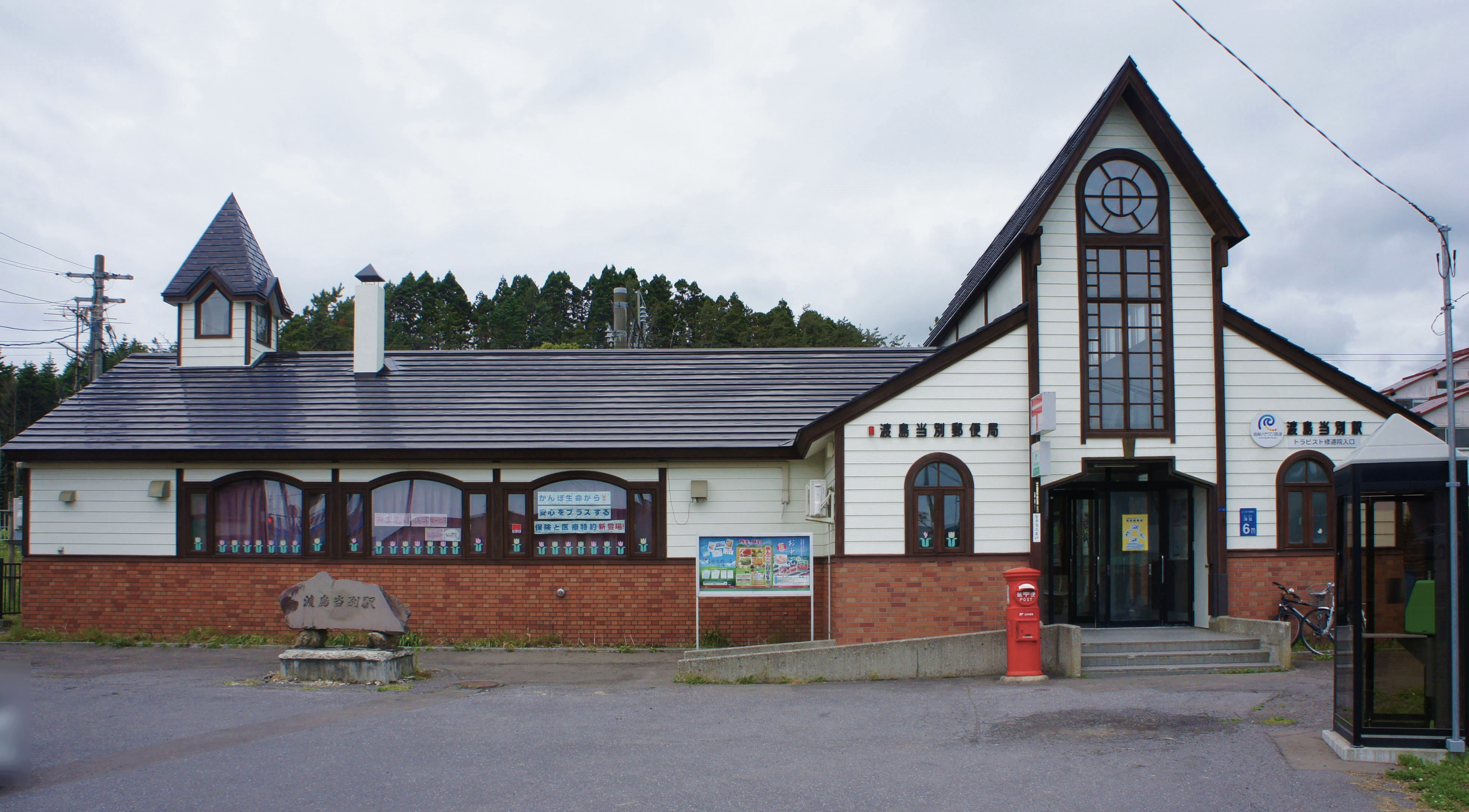
渡島当別郵便局（渡島当別駅との合築）（2018年6月）

### 処理施設
広域連合
- 渡島廃棄物処理広域連合[14]
  - ごみ処理施設「クリーンおしま」

### 公共施設
- 北斗市総合文化センター・かなで〜る
- 北斗市公民館
- 北斗市立図書館
  - 分館
- 北斗市保健センター
- 北斗市健康センター「せせらぎ温泉」
- 北斗市農業振興センター
- 北斗市匠の森研修センター
- 北斗市林業協業センター
- 北斗市漁村センター
- 北斗市高齢者センター
- 北斗市火葬場
- 永遠の森火葬場

### 運動施設
- 北斗市運動公園
  - 北斗市総合体育館
  - 北斗市民プール「かみんぐ」
  - 多目的広場
  - 自由広場
  - 野球場
  - テニスコート
  - パークゴルフ場
  - 弓道場
- 北斗市スポーツセンター
- 北斗市第2市民プール
- 八郎沼パークゴルフ場
- 北斗市きじひき高原キャンプ場

## 経済

### 組合
- 新函館農業協同組合（JA新はこだて）本店、上磯支店、七重浜支店、大野支店
- 北海道農業共済組合（NOSAI北海道）道南支所・道南南部家畜診療所[15]
- 上磯郡漁業協同組合
- はこだて広域森林組合
- 南北海道生コンクリート協同組合
- 函館生コンクリート協同組合
- 北渡島生コンクリート協同組合

### 第一次産業
北斗市は農業、漁業の第一次産業が基幹産業となっている。

#### 農業
1685年に文月地区において北海道内で初めて稲作が行われたという記述が残っており、「北海道水田発祥の地」となっている。また、1909年（明治42年）には北海道立道南農業試験場（現在の北海道立総合研究機構農業研究本部道南農業試験場）が設置され、北海道内で最も早くから野菜の栽培に取り組んでおり、北海道内有数の長ネギ、トマト、キュウリ、ホウレンソウ産地になっている。

#### 漁業
漁業は地先漁場（函館湾・津軽海峡）における定置網漁業、養殖漁業、磯漁業などが主体となっており、北斗漁港（上磯地区、茂辺地地区、当別地区）がある。

### 第二次産業

#### 工業
第二次産業では明治期から操業している太平洋セメント上磯工場はじめ、函館市から続く市街地に工業団地がある。

### 第三次産業
第三次産業は函館市に近い国道沿いにロードサイド店舗が形成されている。新函館北斗駅周辺は土地区画整理事業により整備が進められ、企業立地を促進する助成制度を設けている。

#### 商業
ショッピングセンター・スーパーマーケット
- イオン北海道（イオングループ）
  - イオン上磯店
- 道南ラルズ（アークスグループ）
  - ラルズマート大野店
  - ラルズマート久根別店
- 生活協同組合コープさっぽろ函館地区
  - ほくと店
- ドン・キホーテ（パン・パシフィック・インターナショナルホールディングス）
  - 函館七重浜店
- 魚長
  - スーパー魚長久根別店
  - スーパー魚長七重浜店
  - スーパー魚長大野店
- 大和リース
  - フレスポ北斗
- 神戸物産
  - 業務スーパー上磯店
- トライアルカンパニー
  - スーパーセンタートライアル上磯店

#### 物流
- ヤマト運輸函館主管支店北斗七重浜センター
- 佐川急便函館営業所（所在地は函館市）
- 北海道福山通運函館支店

### 北斗市に拠点を置く主な企業
50音順
- 出光興産
- NX機工
- エネサンス北海道
- 片桐機械
- コスモ石油
- 五島軒
- 泰興
- 太平洋セメント
- タイヨー製作所
- 道新総合印刷
- 道水
- 道南冷蔵
- トナミ食品工業
- なとりグループ
  - 函館なとり
  - メイホク食品
- 日東製網
- 日本公防
- ハセガワストア
- 北海道クボタ
- 北斗興業
- 北海道パーケット工業
- 三豊
- ラッキーピエロ

### 金融機関
- 北洋銀行七重浜支店
- 青森みちのく銀行七重浜支店
- 渡島信用金庫大野支店、上磯支店
- 道南うみ街信用金庫北斗支店、七重浜支店…指定金融機関
- 函館商工信用組合北斗支店
- JAバンク北海道（北海道信用農業協同組合連合会）新函館農業協同組合（JA新はこだて）本店、上磯支店、七重浜支店、大野支店

## 教育

### 高等学校
道立
北海道北斗高等支援学校
市立
- 北海道上磯高等学校
- 北海道函館水産高等学校
- 北海道大野農業高等学校

### 中学校
市立
- 北斗市立石別中学校（特認校）[20]
- 北斗市立茂辺地中学校（特認校。茂辺地小学校と併置）[20]
- 北斗市立上磯中学校[20]
- 北斗市立浜分中学校[20]
- 北斗市立大野中学校[20]

### 小学校
市立
- 北斗市立石別小学校（特認校）[20]
- 北斗市立茂辺地小学校（特認校。茂辺地中学校と併置）[20]
- 北斗市立谷川小学校[20]
- 北斗市立沖川小学校（特認校）[20]
- 北斗市立上磯小学校[20]
- 北斗市立久根別小学校[20]
- 北斗市立浜分小学校[20]
- 北斗市立大野小学校[20]
- 北斗市立市渡小学校[20]
- 北斗市立萩野小学校[20]
- 北斗市立島川小学校（特認校）[20]

### 特別支援学校
- 北海道北斗高等支援学校
- 北海道七飯養護学校おしま学園分校

### 幼児教育

#### 保育園
- 当別保育園[21]
- 東光保育園[21]
- 第二東光保育園[21]
- 第三東光保育園[21]
- 第四東光保育園[21]
- 大野保育園[21]
- 第二大野保育園[21]

#### 幼稚園
- ゆうあい幼稚園[21]
- 大野幼稚園[21]
- 上磯立正幼稚園[21]
- 上磯幼稚園[21]

#### こども園
- 七重浜こども園[21]
- 浜分こども園[21]

## 交通

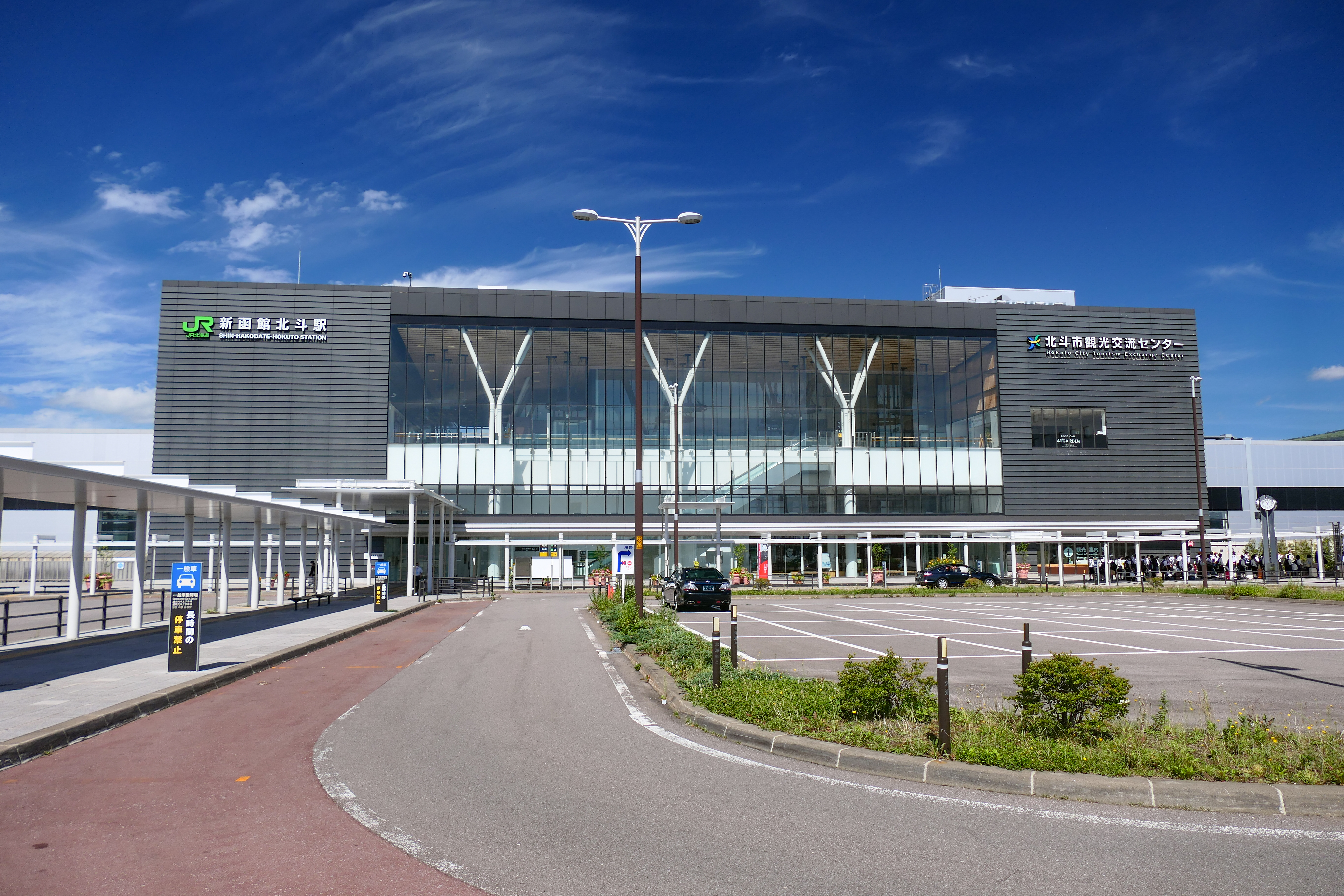
新幹線と接続する新函館北斗駅（2022年9月）

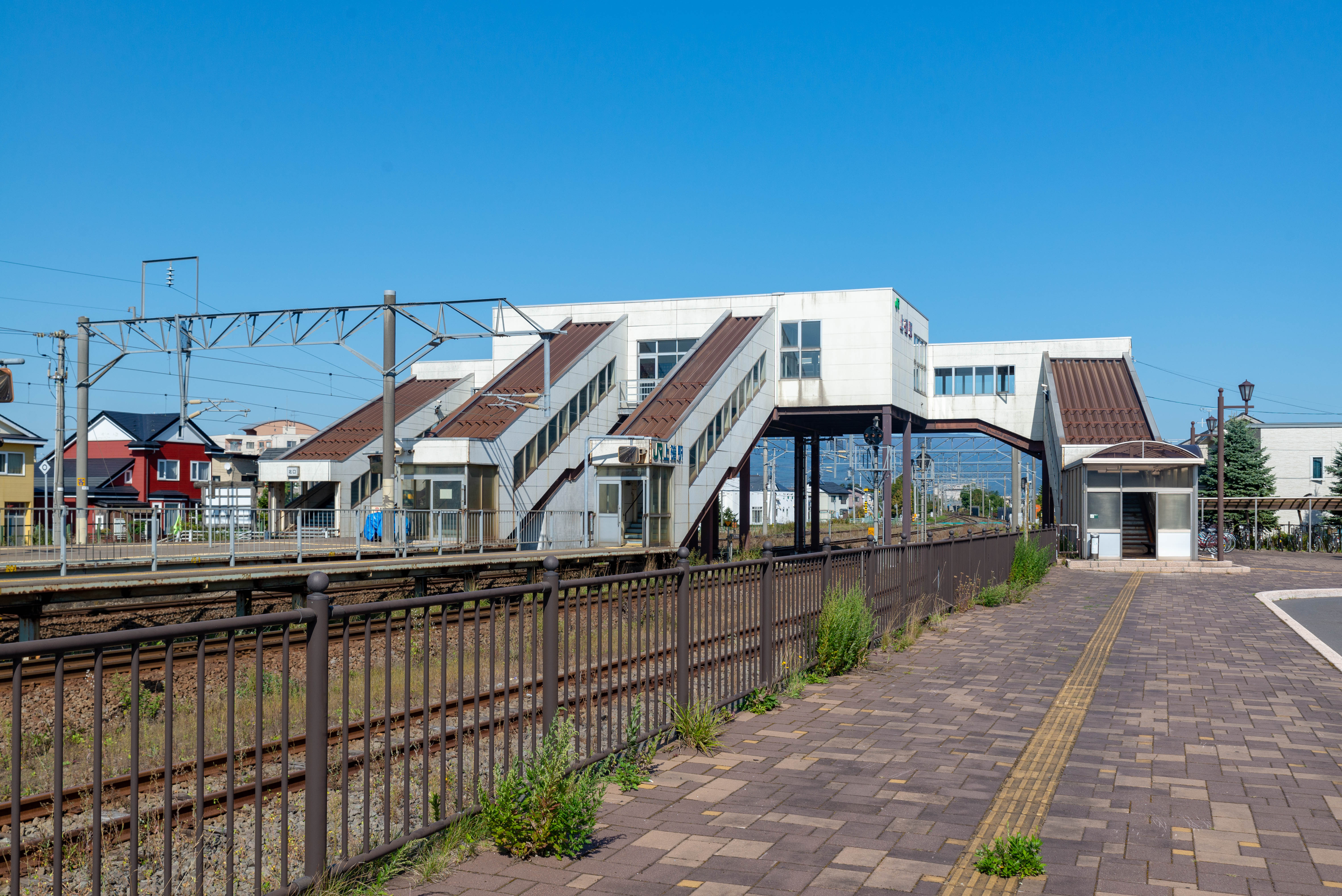
市の中心駅となる上磯駅（2014年9月）

### 鉄道
JTB時刻表における市の中心駅は上磯駅。市役所最寄り駅は清川口駅。

#### 新幹線
北海道旅客鉄道（JR北海道）
- 北海道新幹線：新函館北斗駅

#### 鉄道路線
北海道旅客鉄道（JR北海道）
- 函館本線：新函館北斗駅

道南いさりび鉄道
- 道南いさりび鉄道線：渡島当別駅 - 茂辺地駅 - 上磯駅 - 清川口駅 - 久根別駅 - 東久根別駅 - 七重浜駅

#### 廃線
- 日本セメント上磯鉄道（1989年廃止）

### バス

#### 路線バス・空港連絡バス
- 函館バス
- 北斗市南北市街地連絡バス（函館バス運行）[22]
- 函館タクシー（函館帝産バス）
- 大沼交通

#### 都市間高速バス
- 函館バス・北海道中央バス・北都交通「高速はこだて号」
- 北海道バス

### タクシー
北海道運輸局による「一般乗用旅客自動車運送事業（タクシー）の自動認可運賃等」では「北海道C地区」の運賃となる。
- 新星ハイヤー
- しんわ交通

### 道路

#### 高速道路
一般国道自動車専用道路（B）
- 函館江差自動車道：北斗追分IC - 北斗中央IC - 北斗富川IC - 北斗茂辺地IC

#### 国道
- 国道227号
- 国道228号（国道227号との重用区間あり）
- 国道280号（国道227号・国道228号との重用区間、海上国道）

#### 道道
主要地方道
- 北海道道29号上磯厚沢部線
  - 梅漬峠（通行止め）
- 北海道道96号上磯峠下線
- 北海道道100号函館上磯線

一般道道
- 北海道道262号新函館北斗停車場線
- 北海道道530号上磯停車場線
- 北海道道676号七飯大野線
- 北海道道756号大野上磯線
- 北海道道969号大野大中山線
- 北海道道1067号七重浜停車場線
- 北海道道1167号北斗茂辺地インター線
- 北海道道1176号新函館北斗停車場七飯線

## 観光

### 文化財

#### 国指定

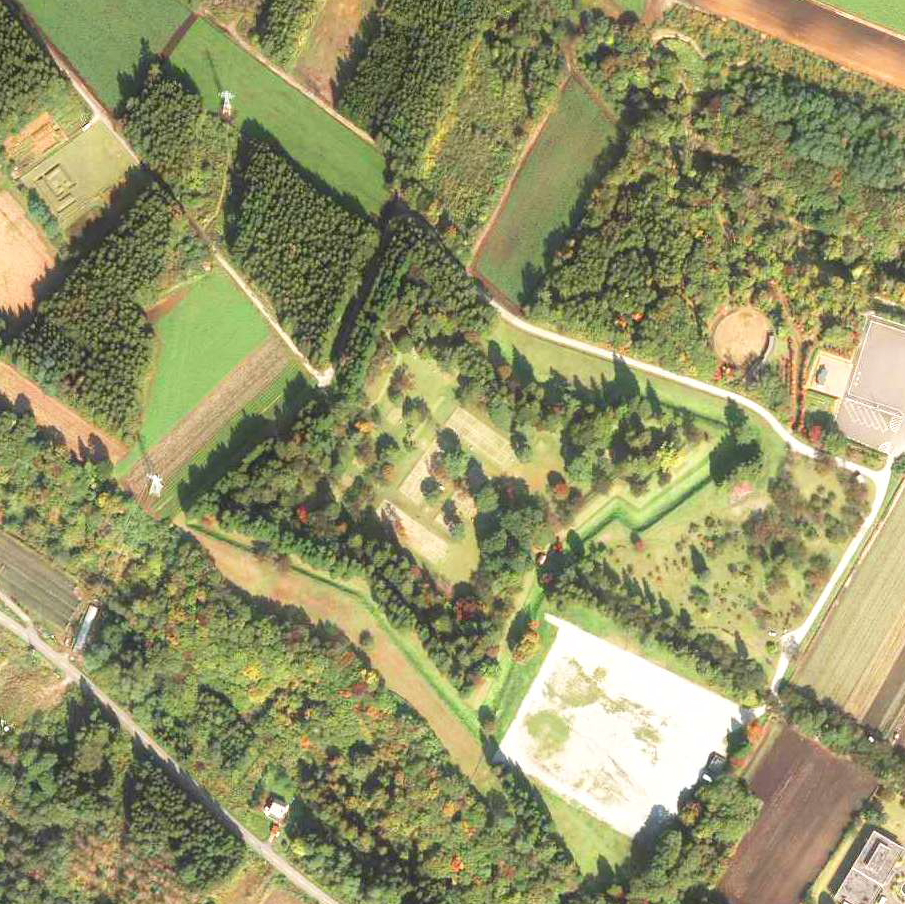
戸切地陣屋跡。

- 史跡
  - 松前藩戸切地陣屋跡[24]
  - 茂別館跡[25]
- 有形文化財
  - 熊谷家住宅主屋

#### 道指定
- 史跡
  - 開拓使三角測量一本木基点
- 有形文化財
  - 大乗妙典一千部供養塔

#### 市指定
- 史跡
  - 矢不来台場跡
  - 北海道水田発祥の地及び記念碑
- 有形文化財
  - 円空作仏像
  - 大野村絵図（後幕領時代）
  - 大野村絵図（明治3年）
  - 市渡村絵図
  - 鶉山道石版画
  - 文月稲荷神社社号額「正一位文月白狐稲荷大明神」
  - 文月稲荷神社造営由来額「正一位稲荷宮奉額序」
  - 文月稲荷神社俳句額「正一位稲荷宮奉額」
  - 越前すり鉢2点
- 有形民俗文化財
  - 御神輿
- 無形民俗文化財
  - 上磯奴
  - 有川天満ばやし
  - 大野ぎおんばやし

### 観光スポット
- きじひき高原/パノラマ展望台
- 匠の森公園
- 八郎沼公園
- 法亀寺しだれ桜
- 戸切地陣屋跡史跡公園
- 七重浜海浜公園
- 上磯ダム公園
- 湯の沢水辺公園
- トラピスト修道院（厳律シトー会灯台の聖母大修道院）
- アンビックス函館倶楽部

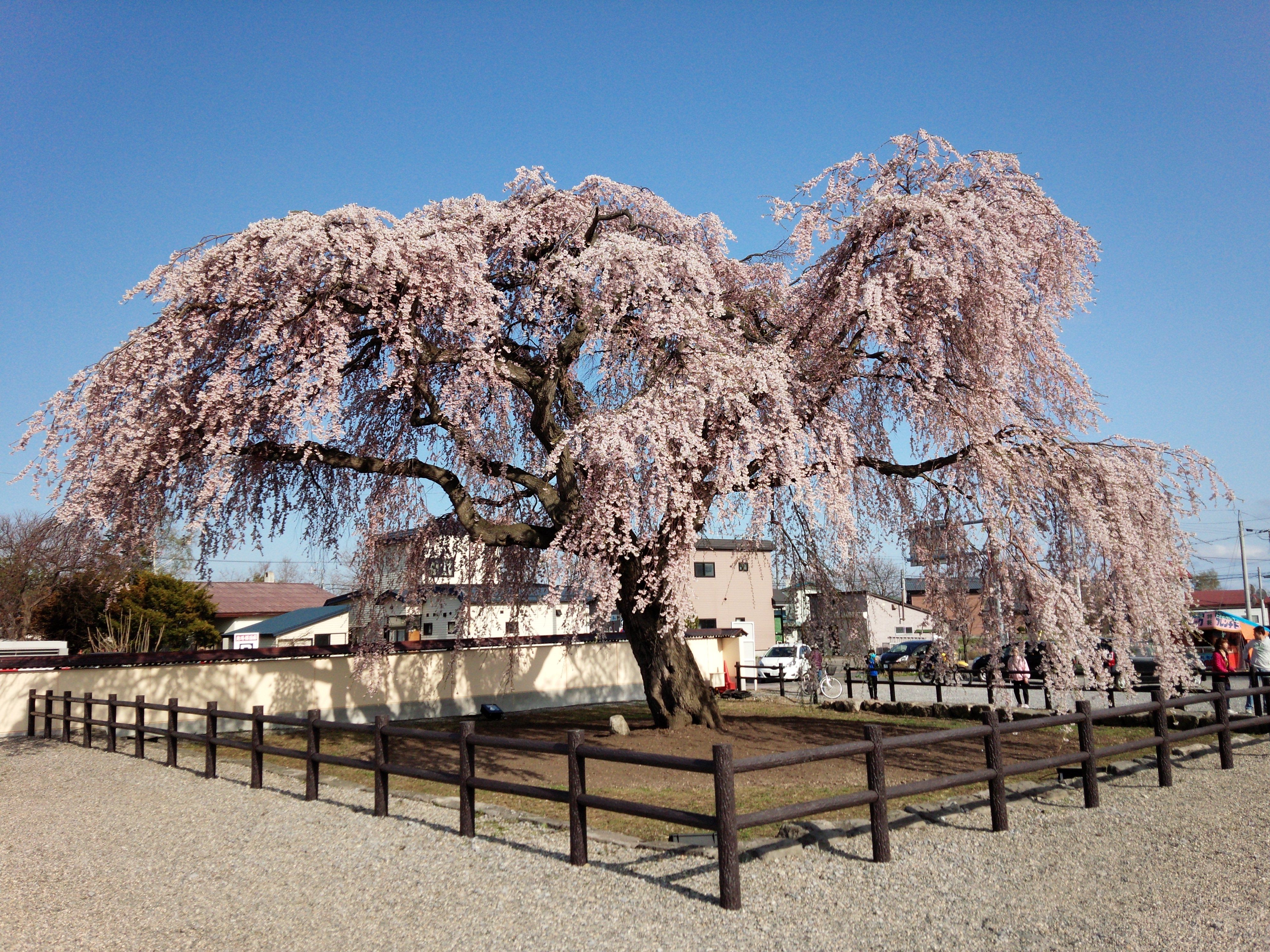
法亀寺しだれ桜（2014年5月）
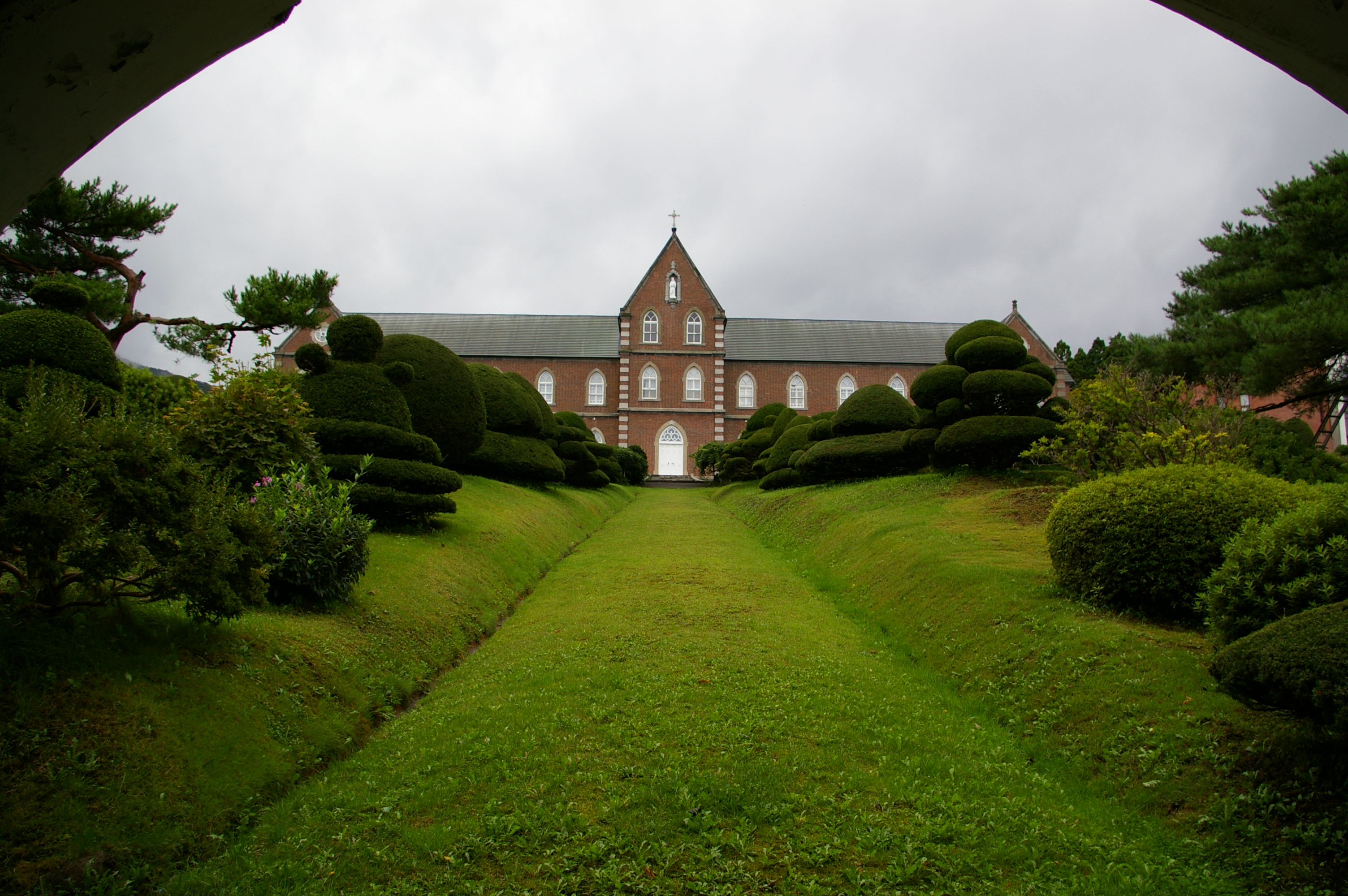
トラピスト修道院（2007年9月）
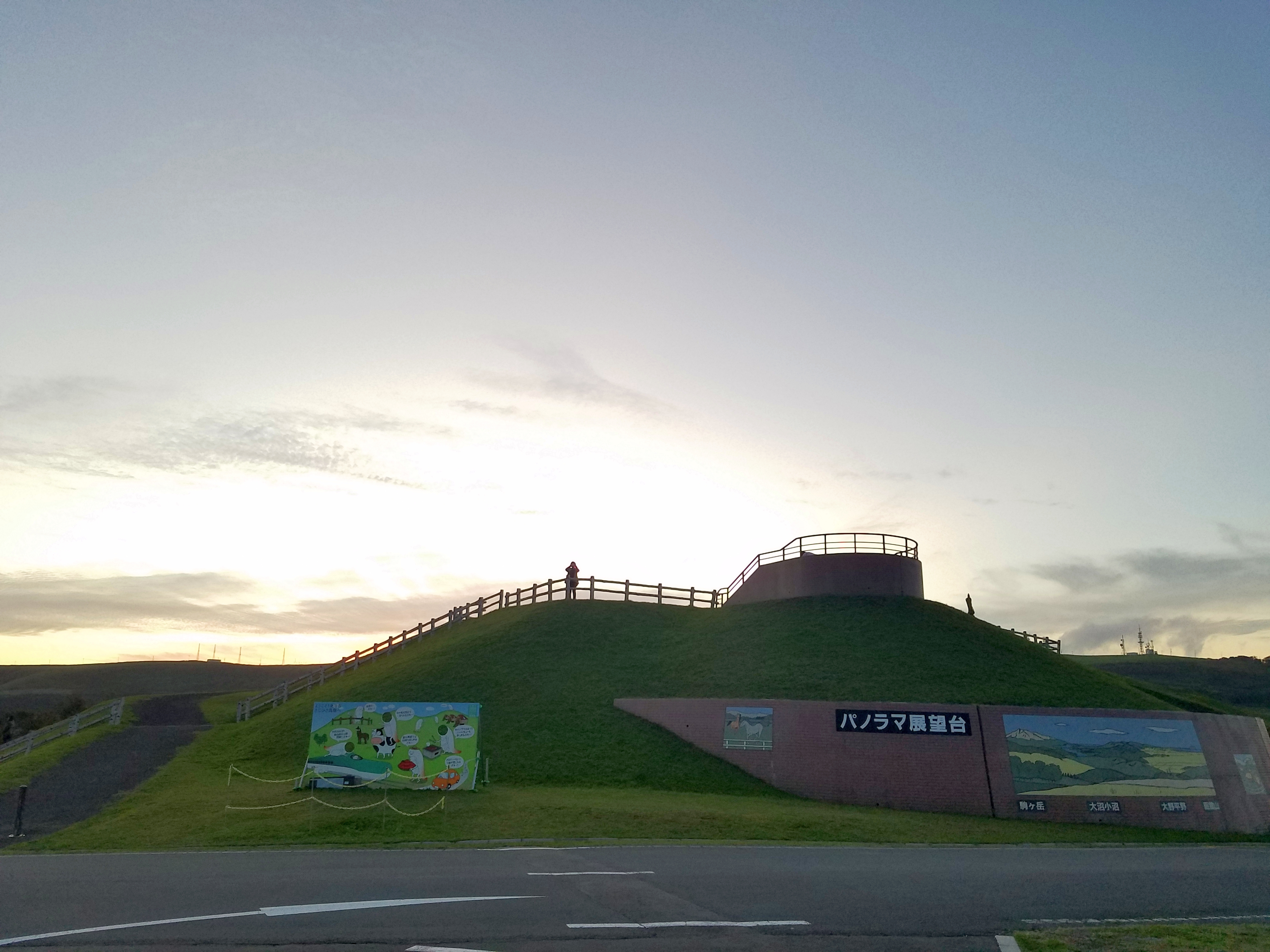
きじひき高原

## 文化･名物

### 祭事･催事
- 北斗陣屋桜まつり（4月）
- 北斗桜回廊（4月）
- 北斗市夏まつり（7月）
- 北斗市商工観光まつり in 八郎沼（9月）
- 北斗市茂辺地さけまつり（11月）[26]

### 名産･特産
「北斗市の特産品」参照
海産物ではホッキガイ（ウバガイ）、ホタテガイ、ワカメなどがあり、農産物ではトマトを生かしたトマトジュース、旧上磯町の農家が北海道内で初めてハウス栽培（促成栽培）に成功した北海ウド（ウド）、旧大野町のマルメロを使ったジャムなどがある。また、トラピスト修道院では良質な農産物加工品を生産している。ふっくりんこは北海道立総合研究機構農業研究本部道南農業試験場が開発した北海道米。

### 発祥
北海道水田発祥の地
1692年（元禄5年）に文月地区で野田作右衛門が米10俵を収穫した記録があり、この記録に基づいて1929年（昭和24年）に「北海道水田発祥之地」碑を建立した。
北海道初の煉瓦製造所
1872年（明治5年）、開拓使により茂辺地煉化石製造所を創設。函館市の旧開拓使函館支庁書籍庫と市立函館博物館郷土資料館（旧金森洋物店）は茂辺地煉瓦を使用した建築物であり、いずれも北海道指定の「有形文化財」になっている。
日本国内初のシトー会修道院
1896年（明治29年）、フランス人5名、オランダ人2名、カナダ人とイタリア人各1名の修道士によりトラピスト修道院創設。厳律シトー会の修道院であり、正式名称は「厳律シトー会灯台の聖母大修道院」。創設後は農耕、牧畜、酪農に力を注ぎ、1902年（明治35年）にオランダからホルスタインの種牛を輸入して増殖した乳牛は修道院を中心に南北海道一帯に広がっていった。三木露風は1920年（大正9年）から日本文学講師として修道院に4年間滞在しており、「赤とんぼ」や「野ばら」などの歌詞は修道院での体験をもとに生まれたと言われており、修道院の駐車場前にある庭園には詩碑がある。戦後、修道院で作られたバターやクッキーは北海道を代表する名産品として知られるようになった。

### 団体
ローカルアイドル
- 北斗夢学院・桜組 - 北斗夢学院・桜組は2011年（平成23年）にデビューした北斗市公認のご当地アイドルグループ[32]。地域活性化と観光PRのために結成された[32]。2016年（平成28年）3月31日、北海道新幹線新函館北斗開業PR関連イベントが終わったことで活動を終了した（「解散」ではない）。

## 出身･関連著名人

### 名誉市民
- 海老沢順三（元北斗市長）[33]

### 出身著名人
50音順
- 朝加真由美（女優）
- 安藤賢一（調教助手、元騎手）
- 池田達雄（北斗市長）
- 上田仁（指揮者）
- 大竹多気（工学者）
- 大晃定行 （元大相撲力士）
- 小野真澄（元棒高跳選手）
- 菊池育夫（経営者、元北海道新聞社社長）
- 熊谷孝太郎（アマチュア写真家）
- 坂本佳子（アナウンサー）
- 佐々木明（アルペンスキー選手、実業家）
- 佐々木翔（バドミントン選手）
- 澤田剛（元プロ野球選手）
- 十文字青（小説家）
- 新谷のり子（歌手）
- 高田健太郎（サッカー選手）
- 高谷寿峰（元北斗市長）
- 田島翔（サッカー選手、プロ雀士）
- 中野智樹（ラジオパーソナリティ）
- 成田可菜絵（陸上短距離選手）
- 西尾正範（元函館市長）
- 野口裕史（競輪選手）
- 藤井眞吾（ギタリスト）
- 増沢末夫（元騎手、調教師）
- 光岡龍三郎（俳優。兄は葛木香一）
- 三橋美智也（歌手）
- 村本善之（調教助手、元騎手）
- 渡辺温（作家）

### ゆかりのある人物
50音順
- 小山内龍（漫画家、絵本作家）
- 岡村昭彦（報道写真家）
- カール・レイモン（ハム・ソーセージ職人）
- 葛木香一（俳優。弟は光岡龍三郎）
- 川田龍吉（実業家。男爵いも生みの親）
- 木村文助（元教師）
- 三遊亭洋楽（落語家。元函館市議会議員）
- 三木露風（詩人、歌人、作家）
- 奈良原一高（写真家、代表作「王国」は、トラピスト修道院が舞台）

### マスコット
- ずーしーほっきー - 北斗市公式キャラクター「ずーしーほっきー」は、北斗市を北海道内外にPRしていくために制作され、公立はこだて未来大学に制作協力を依頼した[34]。大学では「プロジェクト学習」の一環となる北斗市ご当地キャラクタープロジェクト「HOCTORY」を立ち上げ、最終的に考案した5つのキャラクターの中から1つを選ぶ「市民人気投票」を行って決定した[34]。

## 参考資料
- “北斗市歴史年表”.   北斗市. 2015年12月22日閲覧。
- “函館地域企業立地ガイド” (PDF).   函館地域産業活性化協議会. 2015年12月24日閲覧。